# Louis Leblanc
Louis Jean Joseph Leblanc (* 26. Januar 1991 in Pointe-Claire, Québec) ist ein ehemaliger kanadischer Eishockeyspieler, der während seiner aktiven Karriere zwischen 2006 und 2016 unter anderem 50 Spiele für die Canadiens de Montréal in der National Hockey League auf der Position des Centers bestritten hat.

## Karriere
Louis Leblanc begann seine Karriere als Eishockeyspieler bei den Lions de Lac Saint-Louis, für die er von 2006 bis 2008 in der unterklassigen Juniorenliga QMAAA aktiv war. Anschließend spielte er ein Jahr lang für die Omaha Lancers in der Juniorenliga United States Hockey League.

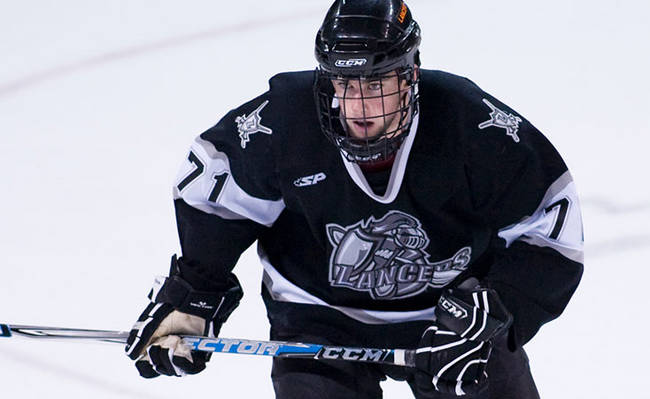
Louis Leblanc im Trikot der Omaha Lancers

In Omaha konnte er auf Anhieb überzeugen und wurde zum Rookie des Jahres sowie in das All-Rookie Team der USHL gewählt. Daraufhin wurde er im NHL Entry Draft 2009 in der ersten Runde als insgesamt 18. Spieler von den Canadiens de Montréal ausgewählt. Zunächst besuchte er jedoch ein Jahr lang die Harvard University, für deren Eishockeymannschaft er parallel in der National Collegiate Athletic Association spielte. Auch an der Harvard University konnte er auf Anhieb überzeugen und wurde in das All-Rookie Team der ECAC Hockey gewählt. Er entschied sich jedoch in der Saison 2010/11 für den Club de hockey junior de Montréal aus der kanadischen Top-Juniorenliga Ligue de hockey junior majeur du Québec anzutreten. Dort erhielt er 2011 die Trophée Paul Dumont als Persönlichkeit des Jahres.
In der Saison 2011/12 gab Leblanc sein Debüt für die Canadiens de Montréal in der National Hockey League. In seinem Rookiejahr erzielte er in 42 Spielen je fünf Tore und fünf Vorlagen für die Canadiens. Parallel spielte er für Montreals Farmteam Hamilton Bulldogs in der American Hockey League (AHL). Im Juni 2014 wurde der Center im Austausch für ein Fünftrunden-Wahlrecht im NHL Entry Draft 2015 zu den Anaheim Ducks transferiert. Dort kam er ausschließlich bei den Norfolk Admirals in der AHL zum Einsatz, ehe er sich im Juli 2015 als Free Agent den New York Islanders anschloss. Nachdem er im Trainingslager keinen Platz im NHL-Kader erhalten hatte, einigte sich Leblanc mit den Islanders einvernehmlich auf eine Auflösung seines Vertrags.
Anschließend unterschrieb er beim HC Slovan Bratislava in der Kontinentalen Hockey-Liga, wo er in der Saison 2015/16 nach sieben Spielen ohne Scorerpunkte zunächst an MsHK Žilina in die slowakische Extraliga ausgeliehen wurde und schließlich im Januar 2016 zum Lausanne HC in die Nationalliga A wechselte. Nach dem Saisonende gab er im Juni 2016 seinen Rücktritt vom aktiven Sport bekannt, um sein abgebrochenes Studium an der Harvard University wieder aufzunehmen.

### International
Für Kanada nahm Leblanc an der U20-Junioren-Weltmeisterschaft 2011 teil, bei der er mit seiner Mannschaft die Silbermedaille gewann. Er selbst trug mit drei Toren und vier Vorlagen in sieben Spielen zu diesem Erfolg bei.

## Erfolge und Auszeichnungen
- 2009 USHL All-Rookie Team
- 2009 USHL Rookie of the Year
- 2010 ECAC Hockey All-Rookie Team
- 2011 Trophée Paul Dumont

### International
- 2011 Silbermedaille bei der U20-Junioren-Weltmeisterschaft

## NHL-Statistik
Stand: Ende der Saison 2014/15